# 뉴노촌
뉴노촌(일본어: 入野村)은 일본 히로시마현 가모군에 있던 촌이다. 현재의 히가시히로시마시에 해당한다.

## 역사
- 1889년 4월 1일 - 정촌제 시행에 의해 도요타군 뉴노촌이 성립하였다.
- 1956년
  - 4월 1일 - 가모군으로 변경되었다.
  - 9월 30일 - 고우치정에 편입해 폐지되었다.

## 참고문헌
- 『角川日本地名大辞典 34 広島県』。
- 『市町村名変遷辞典』東京堂出版、1990年